# Црколез
Црколез (алб. Cërkolezi) је насеље у општини Исток на Косову и Метохији. Атар насеља се налази на територији катастарске општине Црколез површине 1707 ha. Село се налази у Метохијском подгору.

## Историја
У писаним изворима село се први пут помиње 1395. године, у повељи српске кнегиње Милице којом се црква светог Јована у Црколезу прилаже светогорском манастиру Светог Пантелејмона. У турском попису из 1485. године уписано је 47 српских кућа, међу којима је и кућа сеоског попа. Боја Јаковљевић из овог села је у извештају 1890. године описао насиља Арнаута против њега и осталих Срба из тога и околних села. Протерали су их у Србију и отели им куће. Седам фамилија од 73 људи се иселило 3. маја. Понудили су да им буду пратња до границе, због сигурности, али су и ту припремили заседу. У пограничном селу, муслимани из села Копориће, тзв. Колашински Турци су тобоже напали њих, али ни један муслиман није страдао, 5 Срба је убијено, један младић је рањен а спасило се само 16 Срба, прелаксом у Србију. Остали су постали плен и робље муслимана из Ибарског Колашина.

У месту „Цркволезу” је између 1868—1874. године радила српска народна школа.
Године 1943. албански фашисти су спалили цело село, а српско и црногорско становништво, укључујући жене и децу, отерали су у логор у Ракошу. Тада су покушали да запале и цркву, али их је у томе спречила једна старица која је на време угасила пожар. Цркву су опљачкали и демолирали Албанци.
У цркви светог Јована се до 1955. године чувала збирка од једанаест изузетно вредних и старих српских рукописних књига од 13. до 14. века, писаних на пергаменту и папиру. Међу њима је посебно вредно Јеванђеље које је писано на пергаменту из 13. века. Украшено је са једанаест иницијала колорисаног цртежа, који приказују „звериње” орнаментике архаичног тератолошког стила. Ови иницијали стоје на самом почетку српске историје уметности. Од изузетне вредности су и 41 лист четврте инкунабуле, штампане 1495. године у Црнојевића штампарији на Цетињу.
У порти цркве светог Јована расте дуд стар неколико векова. По предању, дрво је калемљено када је црква зидана и то са гранчицом шам-дуда из Пећке патријаршије. Исто предање каже да је тај шам-дуд донео Свети Сава из Јерусалима и сам га засадио у порти Пећке патријаршије.

## Демографија
Насеље има албанску етничку већину, до 1999. године у селу је било око 200 Срба.
Број становника на пописима:
- попис становништва 1948. године: 503
- попис становништва 1953. године: 561
- попис становништва 1961. године: 583
- попис становништва 1971. године: 651
- попис становништва 1981. године: 632
- попис становништва 1991. године: 554